# Леди

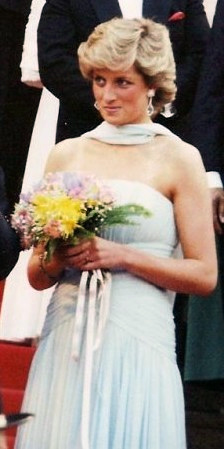
Диана, принцесса Уэльская, как дочь графа Спенсера до замужества именовалась леди Диана Спенсер

Ле́ди (англ. lady «госпожа, хозяйка» от др.-англ. hlǣfdige «та, кто месит хлеб», аналогично лорд «хранитель хлеба») в англоязычном мире — вежливое обозначение женщины (особенно из высших слоёв общества), а также британский аристократический титул, употребляемый с именем.
Соответствует обозначениям мужчин: «джентльмен» (стандартное обращение к слушателям — «леди и джентльмены»), «лорд», «сэр».
Наименование Our Lady («наша Госпожа», «Владычица») означает Богородицу (аналогично Lord — «Господь Бог»).
Наименование «леди» как часть полного имени в Великобритании используют:
- с основной частью титула, например, «леди Маунтбаттен» — женщины, являющиеся в своём праве пэрами Великобритании (наряду с более точными и официальными титулами: «графиня», «маркиза», «виконтесса», «баронесса»; герцогини обычно не называются «леди», а только полным титулом);
- с основной частью титула, например, «леди Эссекс» — жёны лиц, имеющих право на полноценный титул «лорд» (пэров Великобритании; наряду с более точными титулами по мужу: «графиня» и т. п.)
- с личным именем и фамилией, например, «леди Диана Спенсер» — незамужние дочери герцогов, маркизов и графов;
- с фамилией или именем мужа, например, «леди (Рэндольф) Черчилль» — жёны лиц, имеющих право на личный титул учтивости «лорд» (в определённых случаях — сыновья пэров Великобритании; см. подробнее статью титул учтивости);
- с фамилией, например, «леди Маккартни» — жёны лиц, имеющих право на титул «сэр» (рыцарей и баронетов).

Вдовы, не вступившие в повторный брак, сохраняют те же титулы, что при жизни мужей (возможно прибавление слова Dowager — «вдовствующая»). Разведённые жёны, не вступившие в повторный брак, используют титул без определённого артикля the (Lady Smith — бывшая жена лорда Smith).
Для жён республиканских глав государств используется (не во всех странах официальное) обозначение «первая леди» (англ. the First Lady).